# 리앤더 스태르 제임슨
리앤더 스태어 제임슨 경, 초대 준남작(Sir Leander Starr Jameson, 1st Barone, 1853년 2월 9일 ~ 1917년 11월 26일)은 스태어 제임슨으로도 알려져 있으며, 불운한 제임슨 습격에 연루된 것으로 가장 잘 알려진 영국 식민지 정치인이었다.

## 어린 시절과 가족
틀:Moresources
그는 1853년 2월 9일, 등기사였던 로버트 윌리엄 제임슨(1805–1868)의 12명의 자녀 중 막내로 태어났으며, 시밍턴 하우스의 소장 프린글의 딸인 크리스천 프린글의 아들이었다.
리앤더 스태어 제임슨은 위그타운셔의 스트랜라어(현재 덤프리스 갤러웨이의 일부)에서 태어났으며, 에든버러 대학교 자연사 레지우스 교수였던 로버트 제임슨 교수의 종손이었다. 포트의 제임슨 전기는 스태어가 "가장 중요하게 여긴 가마리엘은 그레이트엉클인 에든버러 자연사 교수의 제자였던 나이 든 그랜트 교수였다"고 언급한다.
로버트 윌리엄 제임슨은 에든버러에서 변호사로 경력을 시작했으며, 등기사가 되기 전에는 극작가이자 출판 시인, 그리고 위그타운셔 프리 프레스의 편집자였다. 급진적이고 개혁주의자였던 그는 극시 『님로드』(1848)와 노예 제도 반대 운동에서 영감을 받은 5막 비극 『티몰레온』의 저자였다. 『티몰레온』은 1852년 에든버러의 아델피 극장에서 공연되었고, 두 번째 판까지 발행되었다. 이후 제임슨 가족은 런던으로 이주하여 첼시 (런던)와 켄징턴에 거주했다. 리앤더 스태어 제임슨은 고돌핀 라티머 스쿨에서 공부했으며, 대학 교육을 받기 전까지 학업과 스포츠 모두에서 우수한 성적을 거두었다.
리앤더는 1870년 1월 입학 시험에 합격하여 유니버시티 칼리지 병원에서 의학 교육을 받았다. 그는 의대생으로서 약품 분야에서 금메달을 받으며 두각을 나타냈다. 의사 자격을 취득한 후, 그는 유니버시티 칼리지 병원의 상주 의무관이 되었다(M.R.C.S. 1875; M.D. 1877). 내과 의사, 외과 의사, 해부학 시연자로서 활동하며 런던에서 성공적인 전문 경력을 약속했지만, 1878년 과로로 건강이 나빠져 남아프리카 공화국으로 가서 킴벌리에서 개업했다. 그곳에서 그는 의사로서 빠르게 명성을 얻었으며, 크뤼거 대통령과 마타벨레 족장 로벤굴라를 환자로 삼았을 뿐만 아니라 세실 로즈와도 많은 접촉을 가졌다.
제임슨은 한동안 마타벨레 왕이 가장 아끼는 연대인 임베자 연대의 인두나였다. 로벤굴라는 제임슨이 자신의 통풍을 성공적으로 치료하자 인두나라는 희귀한 지위를 부여하며 기뻐했다. 그는 백인이었음에도 이 영예와 관련된 입회식을 거쳤다. 인두나로서의 지위는 그에게 certain advantages를 주었다. 1888년에 그는 로벤굴라에게 영향력을 행사하여 추장으로 하여금 영국 남아프리카 회사의 설립으로 이어진 로즈의 대리인들에게 이권을 부여하도록 설득하는 데 성공했다. 그리고 회사가 마쇼날란드를 개척하기 시작하자 제임슨은 의사직을 포기하고 1890년 개척 원정대에 합류했다. 이때부터 그의 운명은 북부의 로즈 계획과 얽히게 되었다. 개척대가 마쇼날란드를 점령한 직후, 제임슨은 프레더릭 셀루스와 A.R. 콜크훈과 함께 동쪽 마니칼란드로 가서 포르투갈이 주장하던 영토의 대부분을 칙허 회사에 확보하는 데 중요한 역할을 했다. 1891년, 제임슨은 콜크훈의 뒤를 이어 마쇼날란드 행정관이 되었다. 1893년, 제임슨은 제1차 마타벨레 전쟁의 핵심 인물이었고 상가니 순찰대 학살로 이어진 사건에 연루되었다.

## 인물됨
엘리자베스 롱퍼드는 그에 대해 이렇게 썼다. "그가 없으면 그와 그의 계획에 대해 어떤 감정을 가졌든, 그가 있는 자리에서는 그 남자에게 빠져들 수밖에 없었다... 사람들은 제임슨에게 비범한 열정으로 애착을 가졌는데, 그가 그 열정을 키우려 노력하지 않았다는 점에서 더욱 비범했다. 그는 삶, 문학, 그리고 모든 형태의 뚜렷한 이상주의, 특히 자신이 불러일으킨 영웅 숭배에 대해 냉소적인 태도를 보였다... [스태어의 죽음 이후] 타임스는 그가 추종자들에게 미친 놀라운 개인적 영향력이 아일랜드 애국자 파넬의 영향력에 필적할 만하다고 평가했다."

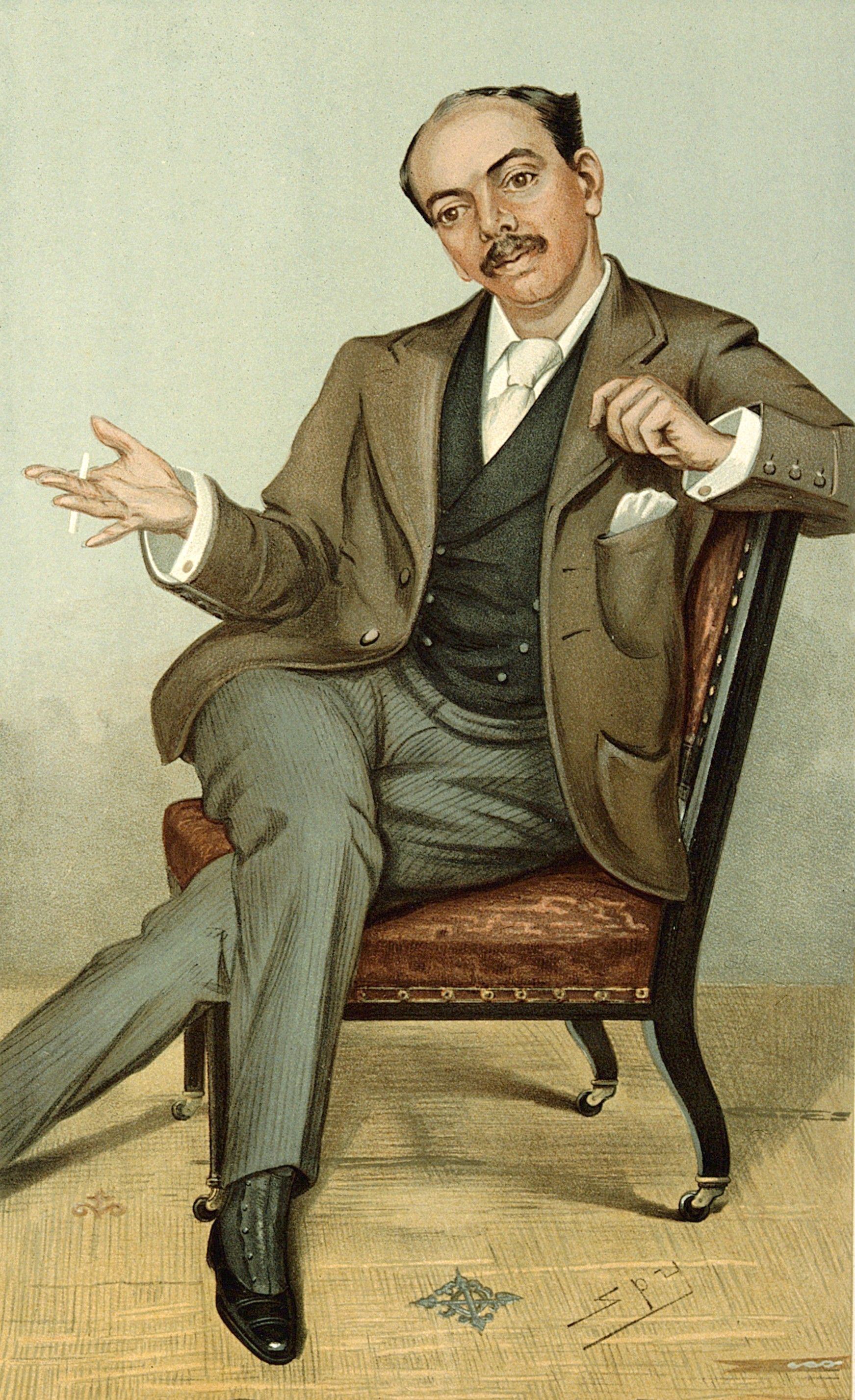
1896년 배니티 페어에 실린 제임슨의 풍자화

롱퍼드는 러디어드 키플링이 젊은이들(특히 시의 마지막 줄에서 시가 헌정된 키플링의 아들)이 지켜야 할 특성의 영감으로 리앤더 스태어 제임슨을 염두에 두고 시 "If—"를 썼다고 썼다. 롱퍼드는 "제임슨은 후에 러디어드 키플링의 시, If...의 영감이자 영웅이 되었다"고 썼다. 시 "If—"가 제임슨에 대해 쓰였다는 직접적인 증거는 러디어드 키플링의 자서전에서도 찾을 수 있는데, 키플링은 "If—"가 "제임슨의 성격에서 따왔다"고 썼다.
1895년, 제임슨은 남아프리카의 보어인들에 대한 소위 제임슨 습격으로 알려진 사건을 일으키기 위해 약 500명의 동포들을 모았다. 제임슨 습격은 나중에 윈스턴 처칠에 의해 1899년부터 1902년까지의 보어 전쟁을 야기한 주요 요인으로 언급되었다. 그러나 영국에서 전해진 이야기는 상당히 달랐다. 영국군의 패배는 승리로 해석되었고 제임슨은 대담한 영웅으로 묘사되었다.
Seymour Fort 1918는 L.S. 제임슨에 대해 다음과 같이 썼다.
... 그는 길게 말하는 습관이 없었고, 특별히 관심이 있지 않는 한 좋은 경청자도 아니었다. 그는 논리적이고 상황을 파악하는 데 빨라서, 종종 강렬한 발언이나 개인적인 놀림으로 설명을 단축시켜 화자를 당황하게 만들곤 했다.

그의 모험적인 경력에도 불구하고, 단순한 회고는 분명히 그를 지루하게 만들었다. 그는 항상 움직임을 추구했고, 현재 또는 미래의 상황을 개선하려 했으며, 토론에서는 설득의 달인이었다. 그는 주변 사람들에게 자신이 이끌면 따르고 싶은 잠재적 욕구를 무의식적으로 불러일으켰다. 이러한 설득력 있는 영향력의 원천은 분석하기 어렵고, 리더십의 신비와 마찬가지로 정신적인 것보다는 심령적인 것에 가깝다. 후자의 측면에서 제임슨은 훌륭하게 갖춰져 있었다. 그는 집중력, 논리적 추론, 빠른 진단 능력이 뛰어났으며, 가벼운 면에서는 재치 있는 반박과 냉소적이면서도 개인적인 농담을 잘 구사했다...

... 그는 냉소를 망토처럼 두르고 다녔는데, 자신의 즉각적인 인간적 공감으로부터 자신을 보호하기 위해서일 뿐만 아니라, 그가 항상 자신에게 요구했던 엄격한 의무와 명예의 기준을 숨기기 위해서였다. 그는 친구들에게 자신의 진정한 삶에 대한 태도와, 그가 받아들여진 윤리적 가치들을 높이 평가하는 것을 숨기려고 항상 노력했다... 그는 본질적으로 애국자였으며, 자신을 위해 부, 권력, 명성, 여가, 심지어 사색을 위한 편안한 안식처조차 추구하지 않았다. 그의 광범위한 업적과 활동 영역, 그리고 그의 인격과 영향력의 지배력은 모두 개인적인 고려 사항을 당면한 업무에 항상 종속시키는 원칙에 대한 그의 고수, 즉 큰 이상에 대한 그의 봉사 충성심에 기반을 두고 있었다. 그의 평생은 자기 존중과 자기 중심주의에는 이득이 없고, 비개인적인 목표를 위해 자신을 희생할 때만이 인간이 자신의 영혼을 구원하고 동료 인간에게 유익을 줄 수 있다는 말의 진실을 보여주는 것 같다.
안토니 토마스의 『로즈』(1996)에서는 제임슨을 비도덕적인 인물로 묘사하며 덜 호의적인 시각을 제시한다.

## 제임슨 습격

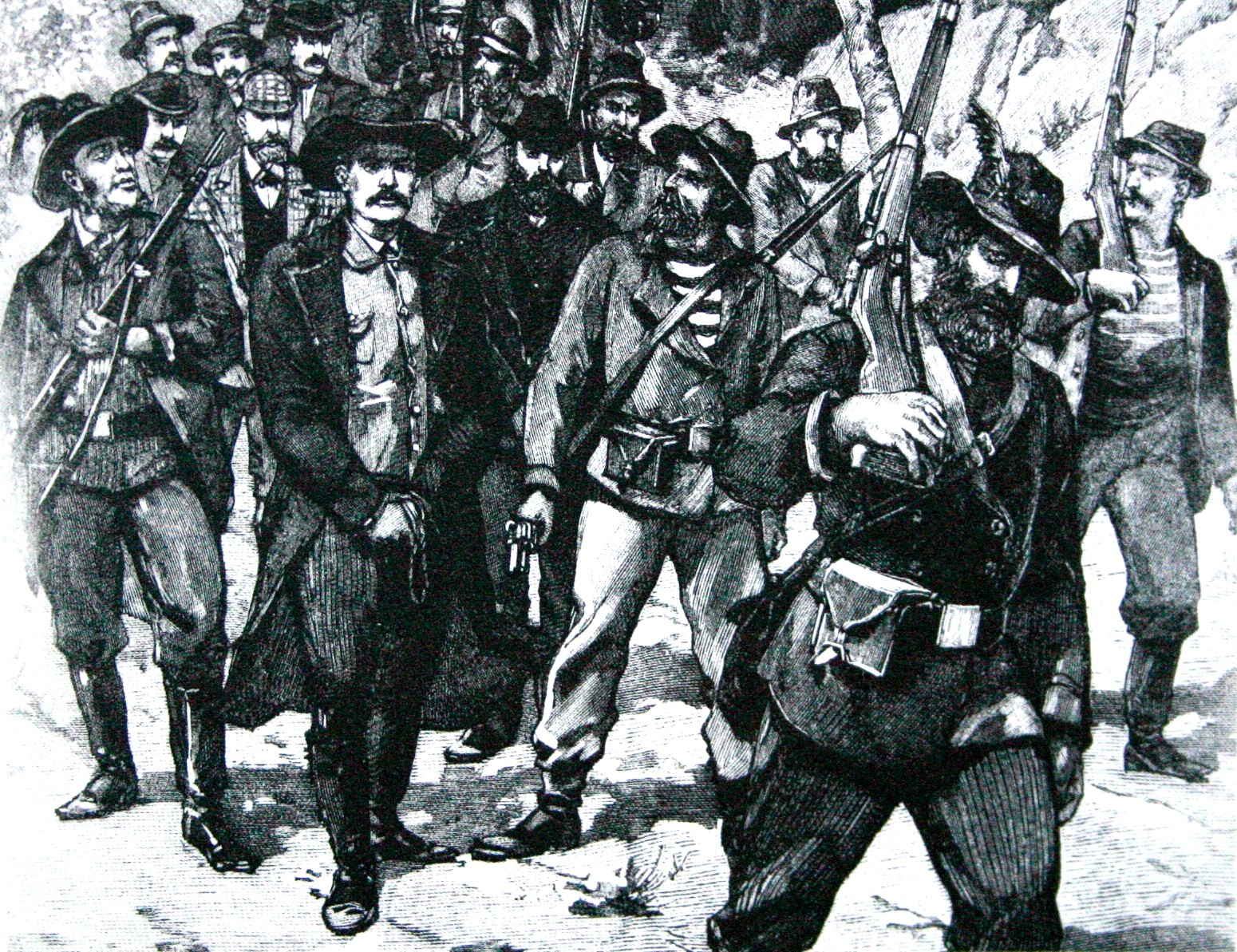
습격 후 제임슨의 체포 – 프티 파리지앵 1896

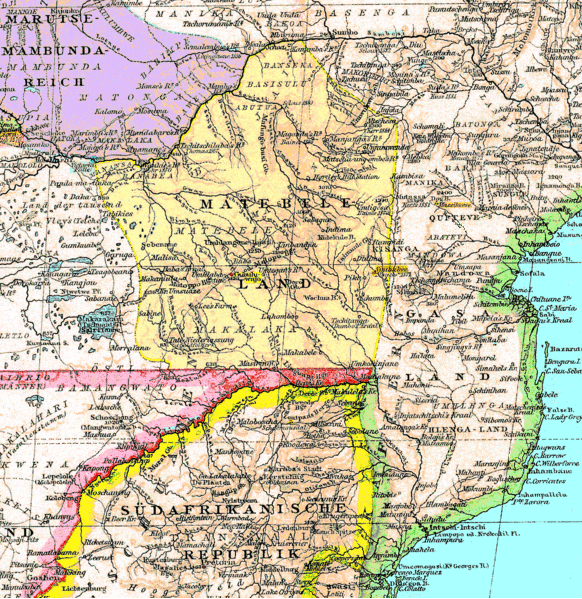
마타벨레랜드, 1887

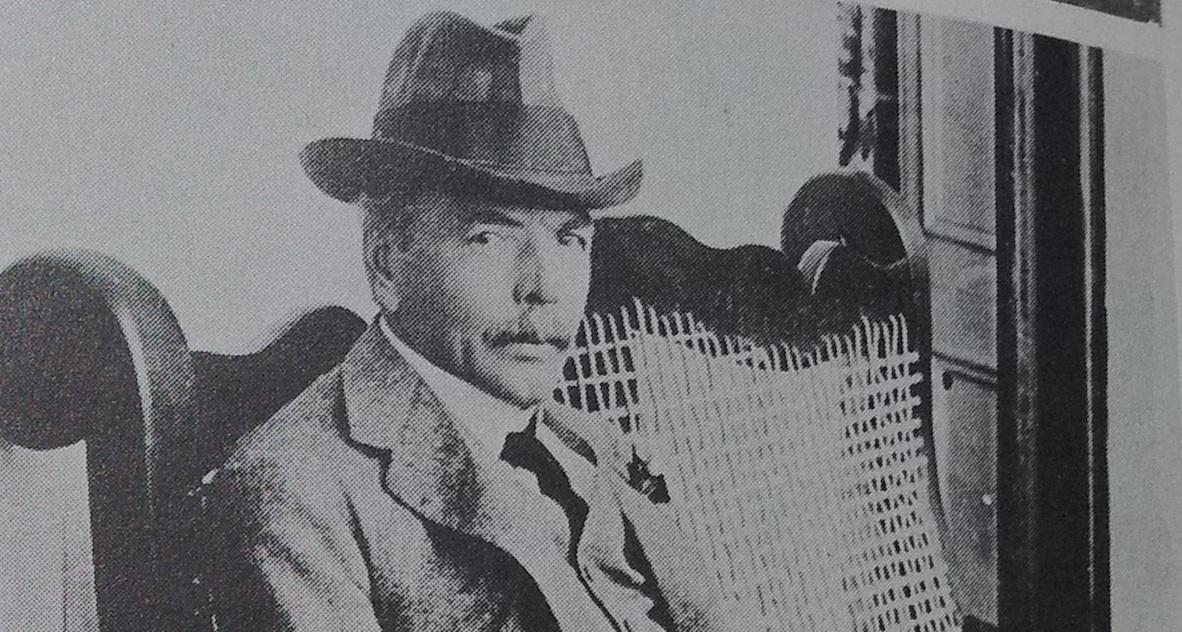
리앤더 스태어 제임슨

1895년, 제임슨은 트란스발 공화국 외부에 사설 군대를 집결시켜 보어 정부를 폭력적으로 전복할 준비를 했다. 이 계획은 영토 내 외국인 노동자(위틀란더)들 사이에 불안을 조장하고, 공개적인 반란이 일어나는 것을 구실로 영토를 침공하고 합병하는 것이었다.
1895년 11월, 베추아날란드 보호령의 일부이자 트란스발과 접해 있는 전략적으로 중요한 영토인 피차니 스트립이 영국 남아프리카 회사에 식민지부에 의해 양도되었는데, 표면적으로는 영토를 통과하는 철도 보호를 위한 것이었다. 케이프 식민지 총리이자 회사의 전무 이사였던 세실 로즈는 남아프리카를 영국 지배하에 두기를 열망했으며, 보어 공화국의 참정권이 없는 위틀란더들에게 아프리카너 지배에 저항하도록 독려했다.
로즈는 회사의 사설 군대 개입이 위틀란더 봉기를 촉발하여 트란스발 정부를 전복시키는 결과를 낳기를 바랐다. 로즈의 군대는 이러한 목적을 위해 피차니 스트립에 집결되었다. 조지프 체임벌린은 박싱 데이에 솔즈베리에게 봉기가 예상되며 침공이 시작될 것이라는 것을 알고 있었지만, 언제인지는 확실하지 않다고 알렸다. 그 후의 제임슨 습격은 실패로 끝나 침공군이 항복했다. 버밍엄에 있는 자택 하이버리 홀에 있던 체임벌린은 12월 31일 식민지부로부터 습격이 시작되었다는 비밀 전보를 받았다.
습격의 궁극적인 목표에 공감했지만, 체임벌린은 침공의 시점이 불편했고, "이것이 성공하면 나를 망칠 것이다. 나는 이것을 막기 위해 런던으로 갈 것이다"라고 말했다. 그는 즉시 기차로 식민지부로 이동하여 케이프 식민지 총독 허큘리스 로빈슨 경에게 제임슨의 행동을 부인하도록 명령했으며, 케이프 총리가 습격에 연루된 것으로 밝혀지면 회사의 헌장이 위험에 처할 것이라고 로즈에게 경고했다. 죄수들은 재판을 위해 런던으로 송환되었고, 트란스발 정부는 회사로부터 상당한 보상을 받았다. 제임슨은 습격을 주도한 혐의로 영국에서 재판을 받았으며, 그 동안 그는 언론과 런던 사회로부터 영웅으로 추앙받았다.

## 제임슨 습격 재판
제임슨 습격자들은 1896년 2월 말 영국에 도착하여 1870년 외국인 병역법에 따라 R. 대 제임슨, 윌로비 및 기타 피고인으로 기소되었다. 몇 달 동안 보우 스트리트 치안판사 법원에서 조사가 진행되었고, 1896년 6월 20일 고등법원에서 변호사 재판(배심원 대신 다수의 판사 앞에서 진행되는 재판)이 시작되었다. 재판은 7일간 진행되었으며, 그 후 제임슨 박사는 "유죄로 판결되어 1급 경범죄인으로 15개월형을 선고받았다. 그러나 그는 병 때문에 다음 12월에 홀로웨이에서 풀려났다."
제임슨 재판 중, 로즈의 변호사 부르시어 혹슬리는 1895년 11월과 12월 로즈와 런던 대리인들 사이에 오간 전보를 제출하기를 거부했다. 혹슬리에 따르면, 이 전보들은 식민지부가 습격을 감행한 "남아프리카의 행동에 영향을 미쳤다"는 것을 보여주었으며, 심지어 체임벌린이 침공을 용이하게 하기 위해 피차니 스트립에 대한 통제권을 넘겼다는 내용도 포함되어 있었다. 습격 9일 전, 체임벌린은 그의 차관보에게 진행 중인 1895년 베네수엘라 위기 때문에 로즈에게 "서두르라"고 독려해달라고 요청했었다.
제임슨 박사의 재판 중 행동은 메리 크라우트가 제임슨 습격 재판 중 자신의 관찰을 직접 목격한 내용을 묘사한 Krout 1899에 의해 생생하게 묘사되었다. 그녀는 이렇게 썼다.
.... 제임슨 박사는 매우 엄숙했고, 그 혼자만 다소 불안해 보였다. 그가 법정으로 들어서자 검은 홍조가 그의 이마로 치솟았고, 그가 의자로 걸어가 신중하게 앉자 천천히 사라졌다. 그는 중간 키보다 약간 작았고, 한쪽으로 약간 기울어진 거대한 머리를 가지고 있었는데, 놀랍도록 넓은 이마를 보여주었다. 눈은 크고 검고 충분히 표현력이 있었지만, 자주 반쯤 또는 완전히 닫힌 무거운 늘어진 눈꺼풀에 가려져 있었다. 코는 돌출되었고 크고 다소 대칭적이었으며, 턱과 입은 단호한 견고함을 나타냈다. 남자의 전체적인 표정과 태도는 말보다는 행동으로 자신을 표현하려는 두려움 없음을 보여주었다. 그 또한 어두운 프록 코트와 바지, 티 없는 흰색 넥타이, 옅은 회색 장갑 등 영국 신사의 전통적인 아침 복장으로 조심스럽게 옷을 입었다. 그는 무겁고 탄력 없는 발걸음과 약간 흔들리는 자세로 걸었고, 대부분의 시간을 의자에 비스듬히 앉아 한쪽 뺨을 우아하게 장갑을 낀 손에 대고 있었다. 그의 시선은 종종 아래로 향하거나 드물게 그의 변호인 에드워드 클라크 경에게 고정되었다. 내가 관찰할 수 있었던 한, 그는 하루 동안 증인들에게 지나가는 시선조차 주지 않았다. 증인들에게서 무엇이 나오든 그는 전혀 무관심해 보였고, 그 첫 번째 칙칙한 홍조를 제외하고는 그에게 명백한 관심의 대상이었던 주변의 관중들에게도 똑같이 무관심했다. 이것이 국경 전쟁의 모든 연대기에서 가장 대담한 습격의 영웅이었다. 겉모습은 조용하고 겸손한 신사였으며, 흠잡을 데 없고 유행에 맞는 옷을 입고 머리부터 발끝까지 민간인 티가 났으며, 어디서든 신중하고 모범적인 가정의사로 인정받았을 것이다. 그는 상처를 치유하는 것이 맥심 기관총과 리-엔필드 소총으로 피를 흘리는 것보다 훨씬 더 마음 편하고 적합한 사람 같았다. 그는 그렇게 무모하게 감행했다.— 메리 크라우트

제임슨은 15개월형을 선고받았으나 곧 사면되었다. 1896년 6월, 당시 영국 식민지 장관인 조지프 체임벌린은 총리에게 습격 계획에 자신을 연루시키는 전보 중 하나 이상을 보여준 후 솔즈베리 경에게 사임을 제안했다. 솔즈베리는 이 제안을 받아들이지 않았는데, 아마도 정부의 가장 인기 있는 인물을 잃고 싶지 않았을 것이다. 솔즈베리는 체임벌린을 강력히 지지하며, 전보가 공개될 경우 회사의 헌장을 철회하겠다는 식민지 장관의 위협을 지지했다. 이에 따라 로즈는 전보 공개를 거부했고, 체임벌린이 습격 계획에 공모했다는 증거가 제출되지 않았기 때문에, 습격 관련 사건을 조사하기 위해 임명된 특별 위원회는 체임벌린의 모든 책임을 면제할 수밖에 없었다.
제임슨은 습격 당시 마타벨레랜드 총독이었으며, 트란스발 침공은 마타벨레랜드의 많은 병력을 고갈시켜 전체 영토를 취약하게 만들었다. 이러한 약점과 영국 남아프리카 회사에 대한 불만을 기회 삼아, 마타벨레족은 1896년 3월에 현재 짐바브웨에서 독립 전쟁 – 제2차 마타벨레 전쟁으로 기념되는 반란을 일으켰다. 처음 몇 주 동안 수백 명의 백인 정착민이 살해되었고, 다음 1년 반 동안 마타벨레족과 쇼나족 모두에게 더 많은 사람들이 죽었다. 지원할 병력이 거의 없었기 때문에 정착민들은 블라와요 중심에 재빨리 스스로 라아게르를 건설해야 했다. 프레더릭 러셀 번햄, 로버트 베이든-파월, 프레더릭 셀루스의 지휘 아래 정착민들이 순찰을 나설 때, 50,000명 이상의 마타벨레족이 마토보 언덕의 요새에 진을 치고 있었다. 마타벨레족이 무기를 내려놓은 후에도 전쟁은 마쇼날란드에서 1897년 10월까지 계속되었다.

## 이후의 정치 경력
습격에도 불구하고 제임슨은 침공 이후 성공적인 정치 경력을 쌓았으며, 말년에 많은 영예를 받았다. 1903년, 제임슨은 케이프 식민지 진보당 (영국) 당수로 지명되었다. 당이 성공하자 그는 1904년부터 1908년까지 케이프 식민지 총리를 역임했다. 그의 정부는 케이프 역사상 유일하게 영국 정치인들만으로 구성된 내각이었다는 점에서 독특했다.
1907년 3월 런던에서 열린 식민지 총리 회의에서 그는 추밀원 고문관이 되었다. 그는 1910년 창립부터 1912년 스태어가 영국으로 돌아올 때까지 연합당 (남아프리카 공화국)의 당수를 역임했다. (제임슨은 1910년 9월 선거에서 민족주의 성향의 남아프리카당에게 패배하여 정치적 권력을 잡지 못했다.)
제임슨은 1916년 중앙 포로 위원회 설립부터 사망할 때까지 위원장을 역임했다.

## 영예
리앤더 스태어 제임슨은 다음을 수여받았다.
- KCMG
- CB
- 대영 제국에 대한 공로로 런던 시의 명예 시민권
- 대영 제국에 대한 공로로 맨체스터 시의 명예 시민권
- 대영 제국에 대한 공로로 에든버러 시의 명예 시민권

제임슨은 1911년에 준남작으로 서임되었다.

## 죽음
리앤더 스태어 제임슨 경, 초대 준남작은 1917년 11월 26일 월요일 오후 런던 하이드 파크 2 그레이트 컴벌랜드 플레이스 자택에서 사망했다. 그의 시신은 1917년 11월 29일 켄잘 그린 묘지의 묘실에 안치되었다가 1920년에 발굴되어 블라와요 남쪽 40 킬로미터 (25 mi) 떨어진 마토보 국립공원 내 화강암 언덕인 말린디지무 언덕에 세실 로즈와 함께 재안장되었다. 이곳은 세실 로즈가 아프리카에서 대영제국에 봉사한 이들을 위한 안식처로 지정한 곳이다.

## 전기, 초상화 및 영예

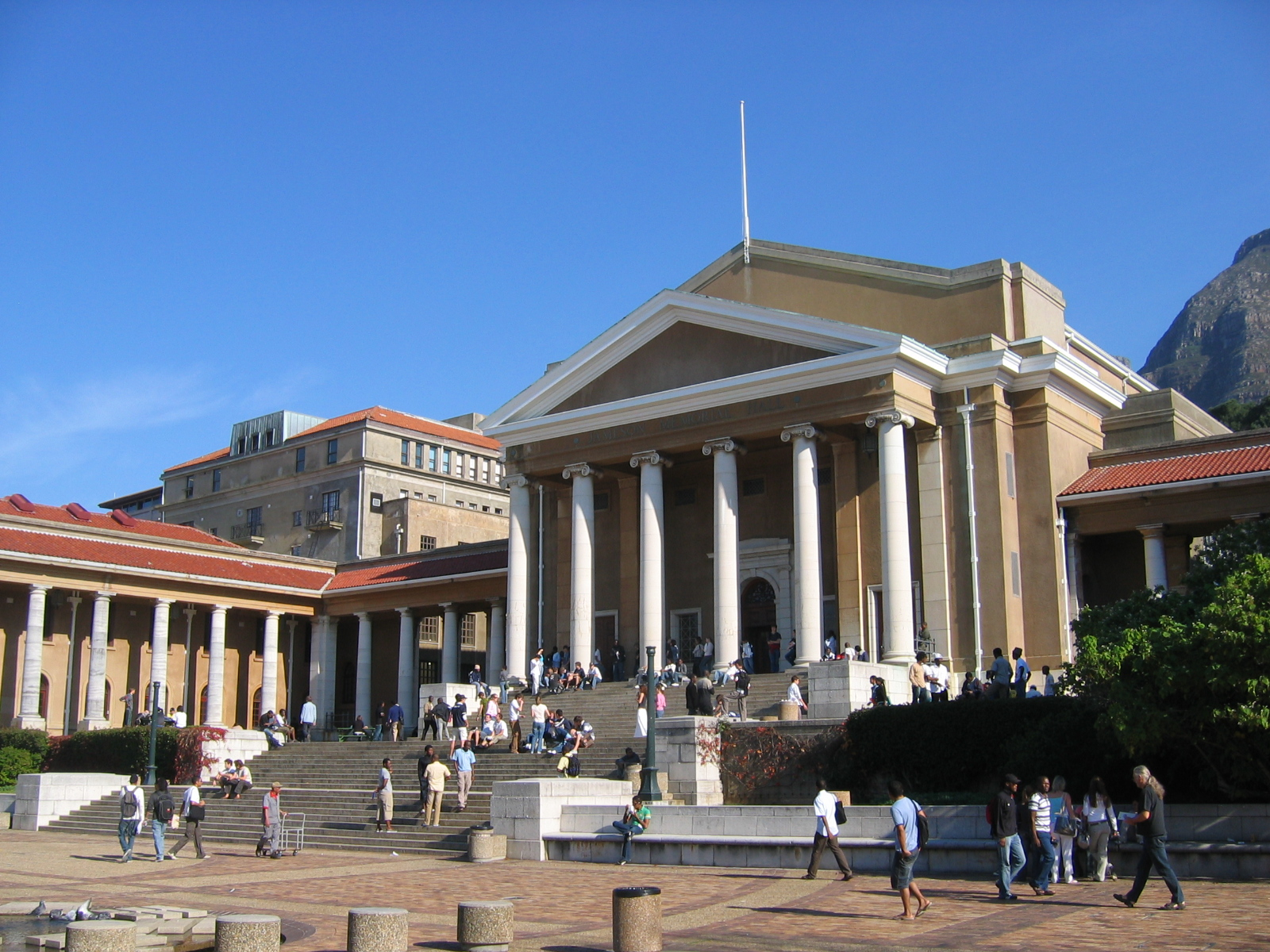
케이프타운 대학교의 중심인 제임슨 홀과 재미 플라자는 그의 이름을 따서 명명되었다.

제임슨의 삶은 이안 콜빈의 『제임슨의 삶』(1922년 1권, 1923년 2권), G. 시모어 포트의 『제임슨 박사』(1918), 크리스 애시의 『If 남자』(2012)를 포함한 여러 전기의 주제이다. 제임슨 습격은 수많은 기사와 책의 주제였으며, 습격 사건이 발생한 지 100년이 지난 지금도 매혹적인 역사적 수수께끼로 남아 있다.
런던 국립 초상화 미술관 (런던)에는 제임슨의 초상화 세 점이 있다. 이 중 하나는 그의 형 중 한 명인 미들턴 제임슨, R.A. (1851–1919)의 작품이다.
식민지 시대에는 잠비아의 치파타 마을이 제임슨을 기리기 위해 "포트 제임슨"으로 명명되었다.

## 후대 역사 문서
2002년, 반 리벡 협회는 『그레이엄 바워 경의 제임슨 습격과 남아프리카 위기의 비밀 역사, 1895–1902』를 출판했으며, 이는 습격자들의 투옥과 재판 당시의 판결이 영국 정부의 은밀한 움직임이었고, 조지프 체임벌린과 그의 직원들이 자신의 개입과 습격에 대한 지식을 숨기기 위한 정치적 술수의 결과였다는 역사적 증거를 더하고 있다. 그레이엄 바워 경의 비밀 역사...에 대한 그의 서평에서 앨런 커즌스는 바워의 역사에서 "몇 가지 주요 주제와 관심사들이 드러난다"고 지적하며, "... 아마도 가장 가슴 아픈 것은 그레이엄 바워 경이 습격 후 희생양이 된 것에 대한 이야기일 것이다. '희생양이 필요했기 때문에 나는 그 역할로 조국을 위해 봉사할 의향이 있었다.'"

### 인용
1. ↑  Obituary, The Times, 27 November 1917, p. 6
2. ↑  Banerji.
3. 1 2 3 4 5 6 7  Chisholm 1911.
4. ↑  Seymour Fort 1918, 53쪽.
5. ↑  Longford 1982.
6. ↑  Longford 1982, 44쪽.
7. ↑  Kipling 1937, 191쪽.
8. ↑  Ash 2012.
9. 1 2  Seymour Fort 1918, 331–335쪽.
10. ↑  The National Archives: "Queen's Bench: R v Leander Starr Jameson, Sir John Christopher Willoughby Bt, Henry..." TS 36/102
11. ↑  Krout 1899.
12. ↑  McCracken 1967, 52쪽.
13. ↑  Chronicle of 20th Century History edited by J S Bowman; ISBN 1-85422-005-5
14. ↑  Wells 1956, 191쪽.
15. ↑  Bower 2002.
16. ↑  Cousins 2004.

## 더 읽어보기
- Hole, H. M (1930). 《The Jameson Raid》. London: Philip Allan.
- Crator, L. J. (December 2005). 《The Jameson Raid and England's Anti-Mercenary Laws》. 《South African Military History Journal》 13.